# 윌리엄 매킨리
윌리엄 매킨리 주니어(영어: William McKinley, Jr., 1843년 1월 29일 ~ 1901년 9월 14일)는 미국의 제25대 대통령이다. 최후의 남북 전쟁 종군 경험자 대통령이었고, 19세기 마지막 대통령, 그리고 20세기 최초의 대통령이었다.
1880년대까지 매킨리는 공화당의 전국적인 지도자였다. 그의 선거전 테마는 1890년의 매킨리 관세로 대표되며, 번영을 위한 공식으로 고율의 수입관세를 도입하는 것이었다. 1896년 미국 대통령 선거에서 공화당 후보로 그는 대항마 민주당 후보 윌리엄 제닝스 브라이언에 금본위제를 내세워 인종 간 다원론을 촉진시켰다. 그의 선거전은 마크 한나에 의해 지휘된 새로운 선거 광고 스타일을 도입하였고, 선거 전략은 최대의 라이벌인 윌리엄 제닝스 브라이언을 물리쳤다. 1896년 대선은 ‘진보의 시대’를 시작하는 재편의 선거로 종종 간주된다.
매킨리는 대불황 (1873년 ~ 96년), 특히 1893년 공황을 겪은 후 회복을 위해 나라를 이끌고, 금본위제를 도입하였다. 그는 스페인에 대해 쿠바에 만행을 중지할 것을 요구했다. 미국의 여론은 스페인에 대한 분노로 들끓고 있었다. 그리고 1898년 미국-스페인 전쟁이 발발했다. 전쟁은 미국의 승리로 끝났다. 미군은 스페인 함대를 괴멸시키고 90일만에 쿠바와 필리핀을 점령했다. 1898년 파리 협정의 결과, 스페인의 식민지였던 푸에르토리코, 괌, 필리핀은 미국에 병합되었으며, 쿠바는 미국의 점령 하에 놓이게 되었다. 필리핀-미국 전쟁 자체에 대한 지지는 광범위했지만, 민주당과 미국 반제국주의 연맹은 공화제의 가치가 손실될 것을 두려워 하여 필리핀 합병에 격렬한 반대를 했다.
매킨리는 또한 1898년 하와이 공화국을 병합하였고, 나라의 모든 거주자가 미국 국민이 되었다. 매킨리는 1900년 미국 대통령 선거에서 다시 윌리엄 제닝스 브라이언과 맞붙었다. 브라이언은 외교 정책과 번영의 복귀에 초점을 맞춘 치열한 선거전을 전개했지만, 맥킨리는 재선을 이뤘다. 매킨리는 1901년, 무정부주의자 리언 촐고츠에 의해 암살되었다. 그의 후임은 부통령 시어도어 루스벨트가 승계했다.

## 어린 시절

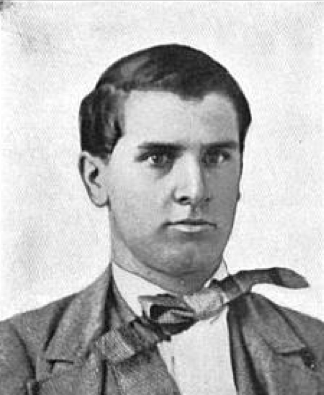
15세의 매킨리

매킨리는 오하이오주 나일스에서 윌리엄과 낸시 매킨리의 7번째 자식으로 태어났다. 그가 10세 때 그의 가족은 몇 마일 되는 폴란드 빌리지로 이주하였다. 거기서 매킨리는 공립 학교에서 수학하였고, 1852년 그는 사립 학교 폴란드 신학교에 입학하여 8년간 수학하였다. 그는 이른 나이로부터 웅변에서 거대한 실력을 보였고, 에버릿 도서관과 토론 사회의 회장이 되었다. 그의 모친은 어린 매킨리에 거대한 영향력을 보유하였고, 그는 거대하게 모친에게 귀속되었다. 그녀는 그가 감리교 목사직에 들어갈 희망들을 가졌고, 그는 모친에게 엄격한 도덕 표준을 의문하지 않고 받아들였다. 17세의 나이에 매킨리는 펜실베이니아주 미드빌에 있는 엘러게니 대학교에 입학하였으나 질병에 걸려 짧은 후에 그만두었다.
남북 전쟁이 일어나자 1861년 매킨리는 북군의 오하이오주 지원군 23 연대에 졸병으로 입대하였다. 매킨리는 앤티텀 전투와 셰넌도어 계곡 전투에서 복무하여 자신의 정치 경력을 통하여 자신이 유지한 타이틀 소령 계급과 함께 제대하였다. 그의 사령관들 중의 하나는 매킨리의 병사를 높게 평가한 러더퍼드 B. 헤이스였다.
전쟁에 이어 매킨리는 뉴욕주 올버니에 있는 올버니 로스쿨에 입학하였고, 1867년 법정에 인정되었다. 그는 법률을 실습하고, 정치에 참가하는 데 오하이오주 캔턴에 정착하였다. 1869년부터 1871년까지 그는 오하이오주 스탁 카운티의 검사가 되었다. 그는 변호사로서 온건하게 성공하였으나 캔턴의 가장 인기있는 시민들 중의 하나가 되었다. 그는 자신의 전직 사령관 헤이스의 대통령 선거 운동에 성공적으로 일하였다. 1869년 공화당원 매킨리는 크게 민주당의 스탁 카운티에 의하여 검사로 선출되었다. 이 시간 동안 그는 자신의 훗날 부인이며, 부유한 캔턴의 비지니스맨이자 은행원의 딸 아이다 색스턴을 만났다.

## 정치 경력

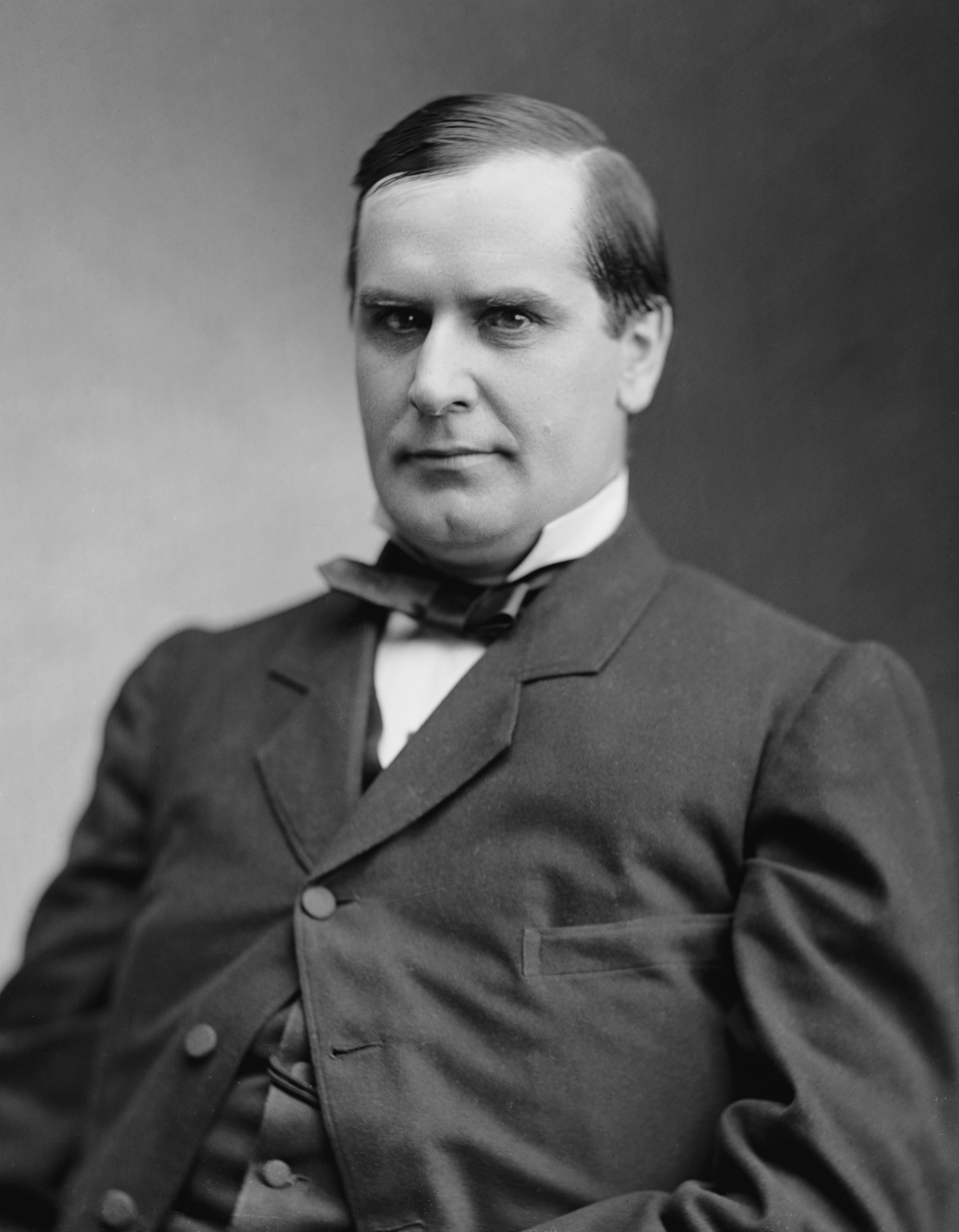
하원 시절 (1880년)

매킨리는 공화당원으로서 1876년 미국 의회를 위하여 나갔고, 다음 14년 동안 하나의 짧은 중단과 함께 하원에 앉았다. 입법자로서 그는 보호 관세와 함께 증명되었다. 매킨리는 높은 관세가 사회의 모든 부문에 혜택을 주었다고 믿었다. 1889년 하원 의장을 위한 선거를 패한 후, 그는 미국 하원 세입 위원회의 의장과 매킨리 관세 (1890년)의 기획자가 되었다.
매킨리는 1890년 민주당의 휩씀에서 자신의 하원 의석을 잃었다. 1891년 오하이오주 지사로 선출되었고, 2개의 기간을 지냈다. 그는 1896년 공화당 대통령 후보 지명을 위하여 선두 주자로서 주지사 직위를 떠났다. 자신의 가까운 친구이자 클리블랜드의 비지니스 간부 마크 한나와 함께 그를 대표하여 지원을 동원하는 데 매킨리는 쉬운 첫 비밀 투표 승리를 거두었다. 민주당원들이 은화자유주조 강연에 윌리엄 제닝스 브라이언을 후보로 지명할 때 매킨리의 설득력은 적은 통화팽창의 금본위제의 유지를 위하여 강요하고, 높은 보호 관세를 이서하고, 사회의 조화와 1890년대의 경제 불안을 강조하였다. 드물게 여행을 다닌 매킨리는 캔턴에 있는 저택으로부터 현관 캠페인을 벌였다. 한나는 매킨리의 후원에서 집합하는 데 큰 비지니스 회사들을 몰아넣었고, 그들은 공화당 선거 운동에 3.5 백만 달러의 전례 없는 합계를 공헌하였다. 전국은 매킨리의 팜플렛과 포스터들로 가득 찼고, 공장의 매니저들은 브라이언의 승리가 경제 공황과 자신들의 실직으로 돌아올 의미일 것이라고 자신들의 근로자들에게 경고하였다. 큰 산업적 주들을 전부 휩쓴 매킨리는 브라이언의 176개에 271개의 투표에 의하여 선거를 이겼다.

## 대통령 재임 - 첫 기간 (1897년 ~ 1901년)

### 정책

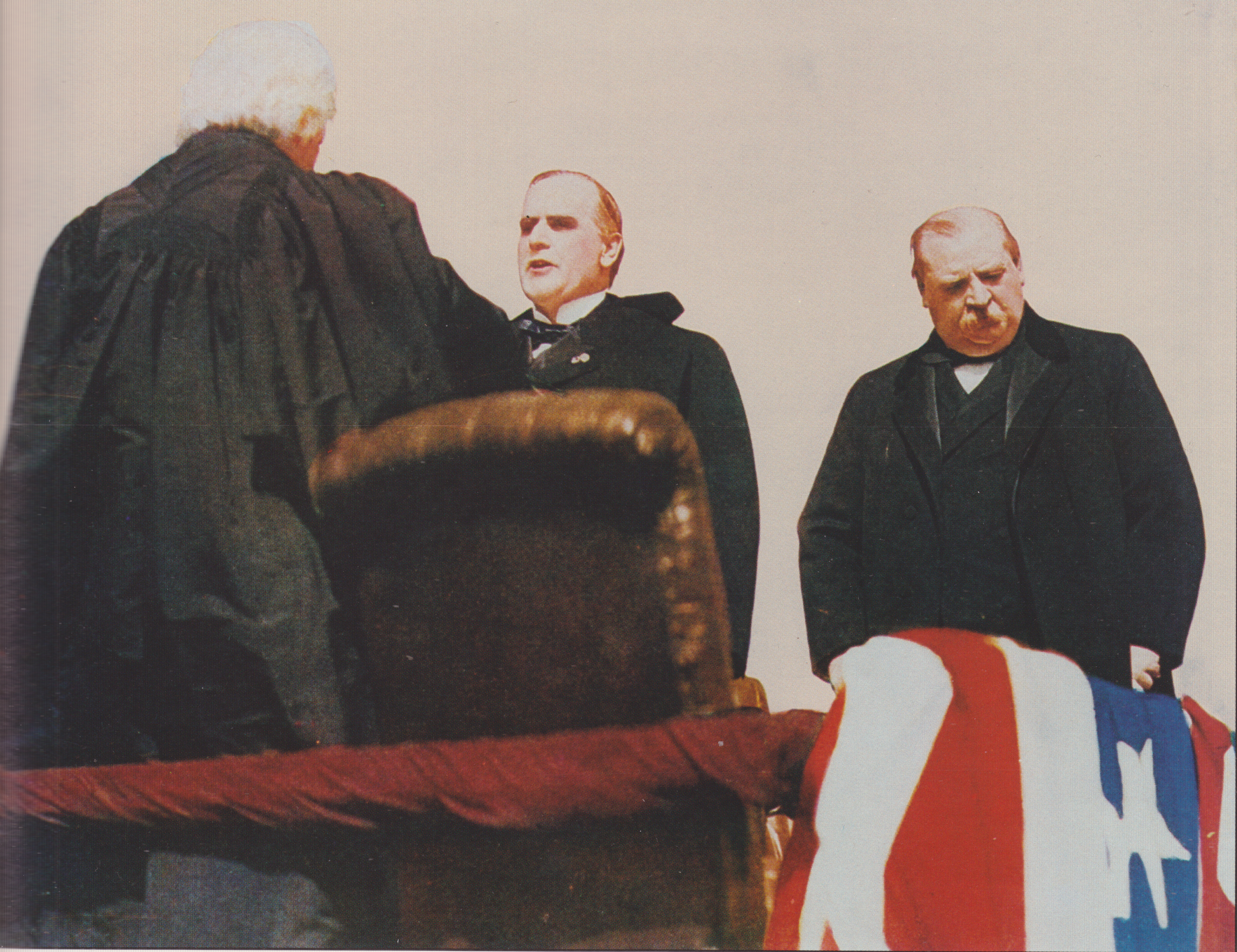
1897년 취임식을 올리는 매킨리. 우측은 퇴임하는 그로버 클리블랜드 대통령

매킨리는 현대의 정치적 운동의 선두자로 숙고된 1896년 미국 대통령 선거에서 브라이언을 꺾었다. 공화당의 전술가 마크 한나는 선거 운동을 위하여 전례 없는 합계를 모았고, 매킨리의 승리를 경영하는 데 대중매체의 광범위한 사용을 만들었다. 매킨리는 자신이 산업과 은행업을 흥행하고, 다원적 국가에서 모든 단체를 위하여 번영을 보증할 것을 약속하였다.
매킨리의 대통령직은 미국-스페인 전쟁과 시작된 외교 정책과 주로 다루었다. 미국의 해군의 건설과 해외의 미국 상품들의 수송을 보호하기 위하여 항구 인수를 흥행하고 있었다. 19세기의 후반까지 스페인은 태평양, 아프리카와 서인도 제도에서 약간의 흩어진 재산과 함께 남겨졌다. 제국의 거의는 독립을 얻고, 아직도 스페인의 통치 아래 있던 지역들의 다수는 그렇게 외쳤다. 게릴라군들은 필리핀 제도룰 윤영하고 있었고, 1868년 ~ 1878년 이전 이래 쿠바에서 존재되어 왔다. 스페인 정부는 이 반란들과 다루는 데 재정적 근원들 혹은 인원을 가지지 않았고, 그들의 농촌 지원 기반으로부터 적군들을 갈라놓는 데 시골을 강제로 비우고, 도시들을 채우는 데 의지하였다. 매킨리 대통령은 섬으로부터 철수하는 데 스페인을 몰아냈으나 그의 자극들은 거부와 함께 만나졌다. 스페인은 본국에서 위기를 창조하지 않고 물러설 수 없었다. 스페인 안에서 어렴풋한 내전과 쿠바의 항복과 미국의 요구들로 굴복은 정치적으로 비참해져 왔다.
1898년 2월 15일 전쟁은 아바나 항에서 U.S.S. 메인 호에 의한 폭발에 이유로 처음 시작되었다. U.S.S. 메인 호는 2등급 전노급 전함이었고, 어쩌다 장갑순양함으로서 언급되었다. 폭발의 정확한 원인은 아직도 토론되고 있으나 기예의 잘못으로 지내온 것으로 많은이들에 의하여 생각되었다. 당시 그 일은 광산으로 생각되어 왔다.
역사가들은 지속적으로 전쟁을 일으킨 진실적인 이야기들과 실제의 사건들보다 선전으로 범위를 토론하고 있다. 1890년대에 자신들의 각각 신문들의 독자에 경쟁하는 동안 윌리엄 랜돌프 허스트와 조지프 퓰리처의 선정주의는 뉴욕에서 의견을 동요한 것으로 말해졌다. 국가의 나머지에서 여론에 그들의 영향력의 증거가 많이 있지 않다.
스페인의 무관심은 또한 전쟁을 위한 지도적인 원인이기도 하였다. 스페인의 비인간성 보고서에 의해 야기된 미국인들의 다수는 개입이 필요적이 되고 있었던 것이 확신되었다. 4월 11일 매킨리는 쿠바에서 내전을 끝내는 목적을 위하여 거기에 미군들을 보내는 권리를 위하여 의문하는 데 의회에 나왔다. 4월 19일 의회는 쿠바의 "자유와 독립"을 선언하고, 거기서 의도를 부인하는 공동 해상도를 통과시켰고, 스페인의 철수를 요구하여 쿠바의 애국자들이 스페인으로부터 자유를 얻는 도움을 주는 데 매킨리가 필요로 생각한 만큼 많은 군사력을 이용하는 데 대통령에게 권한을 부여하였다. 응답에서 스페인은 미국과 단교하였다. 4월 25일 의회는 미국과 스페인 사이에 전쟁이 4월 21일 이래 존재하였다고 선언하였다. 의회는 후에 전쟁의 선언을 4월 20일로 후퇴한 해결을 통과시켰다.
스페인은 평화를 위하여 고소하였고, 8월 12일 적대감이 멈췄다. 형식적인 평화 조약인 파리 조약이 맺어졌고, 다음해 2월 6일 미국에 의하여 비준되었다. 조약이 4월 11일 완전히 받아들여질 때 쿠바인들은 관찰자 만으로서 참가하였다.
미국은 필리핀, 괌과 푸에르토리코를 포함한 스페인의 식민지들의 거의를 얻었다. 쿠바는 독립이 승인되었다.

1898년 하와이 공화국의 병합

### 하와이 병합
매킨리가 1896년 대통령 선거를 이길 때 하와이의 미국 병합의 의문이 다시 열어졌다. 이전의 대통령 그로버 클리블랜드는 자신의 기간 말기를 통하여 병합으로 반대하는 데 남아있었으나 매킨리는 미국의 영토 확장론자와 하와이에서 온 영토 합병론자들에 의하여 설득에 개방되었다. 그는 하와이에서 온 합병론 위원회와 만나는 데 동의하였다. 협상들이 있던 후, 1897년 6월 매킨리는 하와이 공화국의 이 대표들과 함께 병합 조약으로 동의하였다. 병합 결의는 하원 (1898년 6월 15일)과 상원 (1898년 7월 6일)의 각각 3분의 2에 의하여 통과되어 하와이를 미국의 영토로서 병합하였다.

## 1900년 대통령 선거
1900년 매킨리는 다시 윌리엄 제닝스 브라이언을 상대로 대통령 선거 운동을 벌였다. 그가 직접 선거 운동을 벌이지 않았어도 그는 당시에 여태까지 대통령 후보에게 주어진 가장 크고 인기있는 다수를 받았다. 매킨리는 292 대 155의 투표들에 이겼다.

### 대통령 재직시 중요한 이벤트들
- 딩글리 관세 (1897년)
- 극량 화물 판례 (1897년)
- 하와이 병합 (1898년)
- 미국-스페인 전쟁 (1898년)
- 미국-필리핀 전쟁 (1899년 ~ 1913년)
- 의화단 운동 (1900년)
- 금본위제 (1900년)

### 행정부와 내각

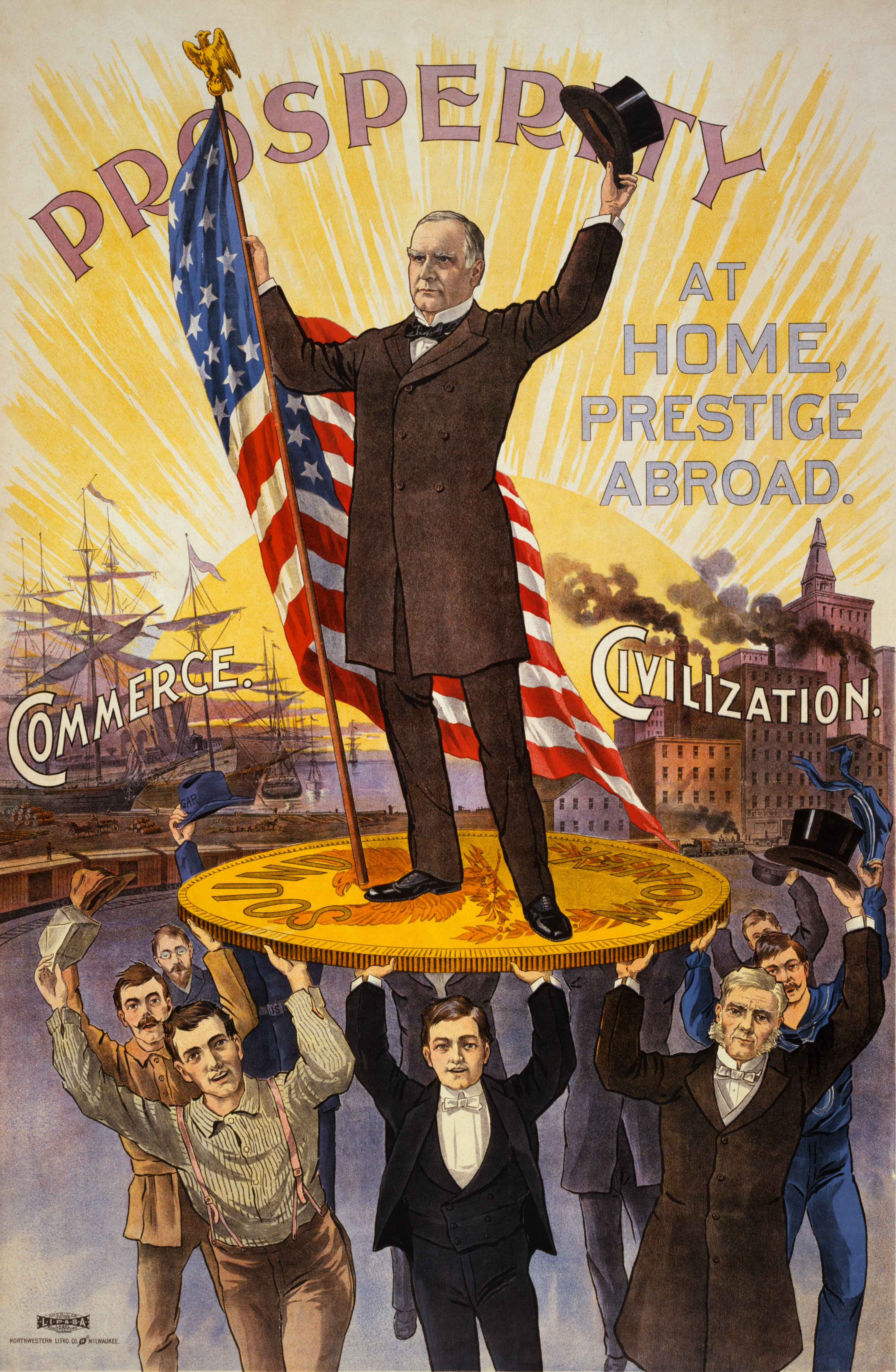
금본위제를 나타내는 매킨리의 1900년 재선 포스터

| 직책     | 이름                 | 재임 기간 |
|          |                      |           |
| 대통령   | 윌리엄 매킨리        | 1897-1901 |
| 부통령   | 개럿 A. 호바트       | 1897-1899 |
|          | 시어도어 루스벨트    | 1901      |
|          |                      |           |
| 국무장관 | 존 셔먼              | 1897-1898 |
|          | 윌리엄 R. 데이       | 1898      |
|          | 존 헤이              | 1898-1901 |
| 재무장관 | 라이먼 J. 게이지     | 1897-1901 |
| 전쟁장관 | 러셀 A. 올거         | 1897-1899 |
|          | 엘리후 루트          | 1899-1901 |
| 법무장관 | 조지프 매케나        | 1899-1898 |
|          | 존 W. 그리그스       | 1898-1901 |
|          | 필랜더 C. 녹스       | 1901      |
| 우정장관 | 제임스 A. 게리       | 1897-1898 |
|          | 찰스 E. 스미스       | 1898-1901 |
| 해군장관 | 존 D. 롱             | 1897-1901 |
| 내무장관 | 코닐리어스 N. 블리스 | 1897-1899 |
|          | 이선 A. 히치콕       | 1899-1901 |
| 농무장관 | 제임스 윌슨          | 1897-1901 |

### 대법관 임명
매킨리는 1898년 조지프 매케나를 미국 대법원의 단 하나의 대법관으로 임명하였다.

### 암살 사건

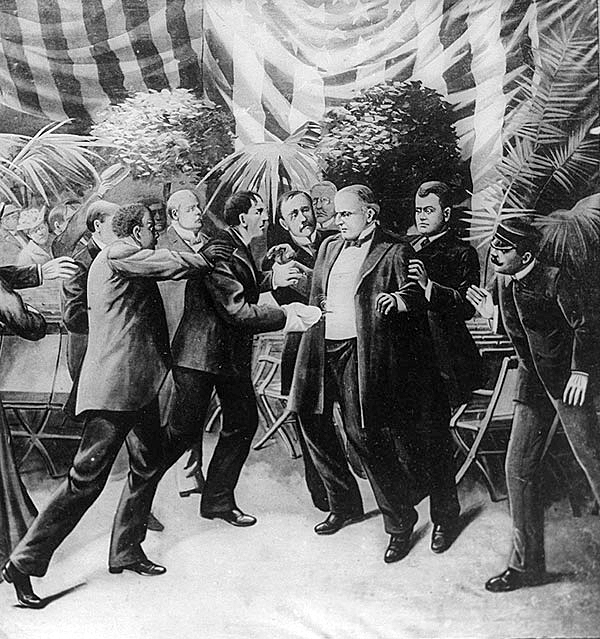
리언 촐고츠가 매킨리 대통령을 암살하는 모습 (1901년 9월 6일)

1901년 9월 6일 버펄로에서 열린 팬아메리칸 박람회에 참석한 동안 매킨리는 미시간주 출신 폴란드계 미국인 무정부주의자 리언 촐고츠에 의하여 총 2발을 맞았다. 그는 자신의 2번째 임기까지 6개월보다 적은 기간이 남아 있었다. 총에 맞은 후, 그가 암살범이 땅바닥으로 맞은 것을 보면서 "그들이 그를 때리지 않도록 해라!"라고 울부짖었다고 한다. 촐고츠는 체포된 후에 10월 29일 전기의자로 처형되었다.
새롭게 개발된 X-레이 기계는 박람회에서 전시되어 완전히 기능하였으나 총탄들을 찾는 데 매킨리에 이용하는 것을 아무도 생각하지 않았다. 수천개의 전구들과 덮어진 사치스러운 박람회에서 많은 건물들의 내부들 마저에 불구하고 훨씬 더욱 반어적은 박람회의 긴급 병원에서 수술실이 아무 전기를 전기 조명이 없었다는 것이었다. 의사들은 매킨리의 상처들이 치료되었을 때 수술대에 햇빛 반사로 금속 계획을 이용하였다.
매킨리의 의사들은 그가 회복할 것이라고 믿었고, 대통령은 박람회의 관리자의 저택에서 1주보다 더 많이 대류하였다. 그러나 매킨리는 결국적으로 패혈성 쇼크로 가 버펄로에서 1901년 9월 14일 자신의 상처들로부터 사망하였다. 그는 고향 오하이오주 캔턴에 안장되었다.

## 트리비아
- 매킨리는 〈오즈의 마법사〉에서 마법사에 아마 영감이었을 것이다.
- 매킨리의 초상화는 1928년부터 1946년까지 500 달러 지폐에 나타났다.
- 매킨리는 선거 운동 목적들을 위하여 전화를 이용하는 데 첫 대통령이었다.

## 역대 선거 결과
| 선거명      | 직책명                         | 대수 | 정당   | 득표율 | 득표수 (선거인단)   | 결과 | 당락                     |
| ----------- | ------------------------------ | ---- | ------ | ------ | ------------------- | ---- | ------------------------ |
| 1876년 선거 | 하원의원 (오하이오 제17선거구) | 45대 | 공화당 | 50.21% | 16,489표            | 1위  | 오하이오주 하원의원 당선 |
| 1878년 선거 | 하원의원 (오하이오 제16선거구) | 46대 | 공화당 | 49.79% | 15,489표            | 1위  | 오하이오주 하원의원 당선 |
| 1880년 선거 | 하원의원 (오하이오 제17선거구) | 47대 | 공화당 | 53.51% | 20,221표            | 1위  | 오하이오주 하원의원 당선 |
| 1882년 선거 | 하원의원 (오하이오 제18선거구) | 48대 | 공화당 | 48.25% | 16,906표            | 1위  | 오하이오주 하원의원 당선 |
| 1884년 선거 | 하원의원 (오하이오 제20선거구) | 49대 | 공화당 | 51.56% | 22,672표            | 1위  | 오하이오주 하원의원 당선 |
| 1886년 선거 | 하원의원 (오하이오 제18선거구) | 50대 | 공화당 | 49.07% | 18,776표            | 1위  | 오하이오주 하원의원 당선 |
| 1888년 선거 | 하원의원 (오하이오 제18선거구) | 51대 | 공화당 | 52.30% | 25,249표            | 1위  | 오하이오주 하원의원 당선 |
| 1890년 선거 | 하원의원 (오하이오 제16선거구) | 52대 | 공화당 | 48.59% | 19,757표            | 2위  | 낙선                     |
| 1891년 선거 | 오하이오 주지사                | 39대 | 공화당 | 48.61% | 386,739표           | 1위  | 오하이오 주지사 당선     |
| 1893년 선거 | 오하이오 주지사                | 39대 | 공화당 | 51.86% | 433,342표           | 1위  | 오하이오 주지사 당선     |
| 1896년 선거 | 미국의 대통령                  | 25대 | 공화당 | 51.01% | 7,108,480표 (271명) | 1위  |                          |
| 1900년 선거 | 미국의 대통령                  | 25대 | 공화당 | 51.67% | 7,218,039표 (292명) | 1위  |                          |